# Catharina Svensson
Catharina Svensson (ur. 24 lipca 1982 w Kopenhadze) – pierwsza zdobywczyni tytułu Miss Earth (2001).
Jest Dunką. W 2001 roku zdobyła tytuł Miss Earth. Była pierwszą Dunką od 1981 roku, która zwyciężyła w jednym z czterech najważniejszych konkursów piękności na świecie. W chwili zdobycia korony była studentką trzeciego roku prawa.
Poprzedniczka: Brak Miss Earth 2001 Następczyni: Džejla Glavović.